# Elecciones estatales de Penang de 1986
Las elecciones estatales de Penang de 1986 tuvieron lugar el 3 de agosto del mencionado año con el objetivo de renovar los 33 escaños de la Asamblea Legislativa Estatal, que a su vez investiría a un Ministro Principal para el período 1986-1991, a no ser que se realizaran elecciones anticipadas en ese período. Al igual que todas las elecciones estatales de Penang, se realizaron conjuntamente con las elecciones federales para el Dewan Rakyat de Malasia a nivel nacional.
Al igual que en casi todo el país, el Barisan Nasional, en Penang liderado por el Partido Gerakan, logró revalidar su mayoría de dos tercios con 23 de los 33 escaños, aunque solo recibió el 51.92% del voto popular. Sin embargo, el Partido de Acción Democrática (DAP), liderado por Lim Kit Siang, logró superar las expectativas al obtener los 10 escaños restantes y el 38.03% de los votos. El Partido Islámico Panmalayo (PAS), que había sufrido una devastadora debacle a nivel nacional, en Penang no logró triunfar en ninguna circunscripción y obtuvo solo el 8.19% de los votos. La participación electoral fue del 73.08%.
Con este resultado, el ministro Principal Lim Chong Eu, del Gerakan, fue reelegido para el que sería su quinto y último mandato.

## Resultados
|  | 18.93 % |

|  | 27.27 % |

|  | 17.13 % |

|  | 36.36 % |

|  | 14.92 % |

|  | 6.06 % |

|  | 0.94 % |

|  | 0.00 % |

|  | 51.92 % |

|  | 69.70 % |

|  | 38.03 % |

|  | 30.30 % |

|  | 8.19 % |

|  | 0.00 % |

|  | 0.27 % |

|  | 0.00 % |

|  | 0.07 % |

|  | 0.00 % |

|  | 1.52 % |

|  | 0.00 % |

|  | 95.67 % |

|  | 4.33 % |

|  | 100.00 % |

|  | 73.08 % |